# Ruth Binde
Ruth Binde-Schwarz (* 7. März 1932 in Bern; † 22. Mai 2025 in Zürich) war eine Schweizer Presseagentin, Kulturvermittlerin und Autographensammlerin.

## Leben
Ruth Binde war die Tochter von Fritz Schwarz, einem Verfechter von Silvio Gsells Freigeldlehre, Redaktor und Politiker der Liberalsozialistischen Partei der Schweiz. Ihre Mutter Elly Glaser war Sekundarlehrerin und führte eine Buchhandlung.
Binde absolvierte eine Buchhändlerlehre und wirkte beim Aufbau des Diogenes Verlages mit. 1972 machte sie sich als alleinerziehende Mutter eines elfjährigen Sohnes mit einer Presse- und PR-Agentur für kulturelle Mandate selbständig. 1985 rief sie die Talkshow Bernhard-Littéraire ins Leben, die sie bis 2004 programmierte.
Prominente lobten Binde, so Peter Ustinov als «ruhige Fanatikerin des geschriebenen Wortes»; Siegfried Lenz erklärte, ohne den Beistand von Ruth Binde könne man «in der Schweiz nicht heimisch werden». Jean Ziegler gab seiner Bewunderung Ausdruck «für ihren Mut, ihren geduldigen Kampf für Vernunft, Gerechtigkeit und die schweizerische Literatur».
1998 erhielt sie die Goldene Ehrenmedaille des Zürcher Regierungsrates für kulturelle Verdienste. 2017 erfolgte die Ehrung durch den Quartierverein Hottingen mit dem Goldenen Kleeblatt. 2018 erhielt sie den Stadttaler der Stadt Zürich.
Ihre Autographensammlung befindet sich seit 2012 im Schweizerischen Literaturarchiv in Bern.